# 메탈슬러그 6
메탈슬러그 6(Metal Slug 6)는 SNK에서 제작한 횡스크롤 액션 아케이드 게임으로, 2006년 발매되었다.

## 달라진점
메탈슬러그 5까지는 네오지오 MVS 기반으로 제작되었지만, 메탈슬러그 6은 MVS보다 발전된 성능을 가진 아토미스 웨이브 기반으로 제작되었다. 이로 인해 그래픽 등 여러 면에서 그 품질이 전작에 비해 상당히 향상되었다. 또한 메탈슬러그 6을 마지막으로 오락실 기기로 제작되지 않는다.

### 캐릭터별 능력 차별화
전작까지는 모든 캐릭터(메탈슬러그 4의 트레버 스페이시와 나디아 커셀과 메탈슬러그 XX의 레오나 하이데른은 제외)가 거의 똑같은 능력을 가졌으나, 메탈슬러그 6에서는 캐릭터별로 능력을 약간씩 차별화하였다. 아래와 같다.
- 마르코 롯시: 기본 총기 공격력 강화
기본 총기(권총 또는 중기관총)의 파괴력이 다른 캐릭터의 두 배이며 기본 총기로 공격하였을 경우 러시 블래스터 게이지가 더 빨리 올라간다.
- 타마 로빙: 슬러그 능력 강화
기관포 방향 고정(Vulcan Fix)이 모든 슬러그에게 적용됨과 동시에 기관포의 대미지가 1.5배로 증가한다 그리고 보호 장갑이 있는 슬러그에 대해 내구력이 2배로 증가된다.
- 피오 제르미: 특수 총기의 획득 수 증가
처음에 중기관총 1정(150발)을 가지고 시작하며 중간에 특수 총기를 얻으면 탄두 수가 다른 캐릭터보다 1.5배 더 많다. 이지 모드에서는 기본 총기가 BIG 중기관총이 된다.
- 에리 카사모토: 수류탄 사용 능력 강화
처음에 수류탄 20개로 시작하고 중간에 폭탄 아이템을 획득할 때도 수류탄이 10개가 아니라 20개씩 증가된다. 그리고 수류탄의 투척 궤도를 상하좌우와 대각선의 8방향으로도 자유롭게 바꿀 수 있다.
- 랄프 존스: 근접 공격,체력 강화
근접 공격 속도가 2배로 증가하고 킹오브 파이터즈의 갤럭티카 팬텀과 발칸 펀치를 이용해 기계류에게도 타격을 줄 수 있다. 그리고 적에게 공격당하더라도 처음 1번은 죽지 않고 그냥 쓰러지다가 다시 일어난다. 그래서 2번 피격당해야 사망한다. 다만, 특수 총기와 수류탄의 보급 수는 절반으로 깎이며(이지모드 제외),미션 3에서 등장하는 날아다니는 주피터벌레에게 당하거나 추락, 끼임에는 1번에 죽는다.
- 클라크 스틸: 점수 획득 능력 강화
킹 오브 파이터즈의 슈퍼 아르젠틴 백브레이커를 사용해서 적을 마구 던져서 많은 점수를 올릴 수 있다. 던질 때에는 랄프의 발칸 펀치와는 달리 무적시간이 생긴다.

작품별로 던지기 가능한 적이 다르나 확실한 것은 주적인 모덴군은 던지기가 확실히 통한다.

### 웨폰 스톡
총기를 상황에 따라 바꿀 수 있는 시스템으로, 메탈슬러그 6부터 새로 추가되었다. 한 번에 두 가지의 총기를 가지고 있다가 상황에 어울리는 총기로 바꿔 쥘 수 있다. 두 개의 특수 총기를 가진 상황이라도 기본 총기를 사용할 수 있다. 또, 필요 없는 총기의 경우 던져 버릴수도 있다. (던진 뒤라도 다시 획득할 수 있음)
두 가지의 특수 총기를 얻은 상태에서 다른 특수 총기를 얻으면 쥐고 있지 않은 특수 총기는 사라져 버린다. 단, 둘 다 쥐고 있지 않은 경우는 둘 중 먼저 획득한 총기가 사라진다.

### 러시 블래스터
러시 블래스터는 메탈슬러그 4의 메탈리쉬 시스템과 비슷한 시스템으로, 게이지가 차 오르는 동안 적을 죽일 때 점수가 배로 오르는 시스템이다. 공격을 할 때마다 막대그래프 모양의 게이지가 조금씩 차 오르고 공격이 멈추면 조금씩 빠진다. 게이지는 총 4칸으로, 맨 앞 칸이 차면 2배, 그 다음 칸이 차면 4배, 또 그 다음 칸이 차면 8배가 된다. 그리고 마지막 칸이 다 차면 MAX의 상태가 되어 게이지가 하얗게 변하고 급격히 줄어 없어지기 시작한다. 게이지가 다 없어질 때까지 MAX의 상태가 유지되며 남아 있는 칸에 관계없이 16배를 적용받는다. 그리고 이 상태에서 적을 죽이면 금화가 나온다.

### 기관포 고정
기관포 고정(Vulcan Fix) 기능은 이전에도 콘솔모드에서 사용이 가능했던 기능으로 슬러그가 이동하더라도 기관포의 방향이 바뀌지 않도록 하는 기능이다. 발동 방법은 공격 버튼을 계속 누르고 있으면 슬러그 위에 VULCAN FIX라는 문구가 잠깐 떴다가 사라진다. 그러면 공격 버튼을 뗄때까지 기관포의 방향이 계속 고정된다. 참고로, 기관포 고정 중에는 자동으로 연사가 된다.
각 캐릭터별로 기관포 고정을 사용할 수 있는 슬러그는 아래와 같다.
| 캐릭터                                                        | 기관포 고정 가능 슬러그 |
| ------------------------------------------------------------- | ----------------------- |
| 타마 로빙                                                     | 모든 슬러그             |
| 마르코 롯시, 에리 카사모토, 피오 젤미, 랄프 존스, 클라크 스틸 | 프로토 거너, 루츠 마즈  |

### 새로운 적군의 추가
메탈슬러그 4에 등장한 아마데우스군과 메탈슬러그 5에 등장한 프톨레마이크군 대신 다시 모덴군이 등장하고 메탈슬러그 2·X·3의 마즈피플(화성인)도 다시 등장한다. 그리고 마즈피플과 반대인 다른행성에서 온 인베이더가 주 적군으로 나왔다. 그리고 신 외계종족이 거의 절반 이상을 차지할 정도로 많이 등장하며, 모덴군은 1 스테이지와 2 스테이지에서 약간만, 마즈피플은 2 스테이지 중반에서만 잠깐 나오고 마지막에는 포로로 나온다.
- 미션 2: 도적
- 미션 3: 넥스트, 기생체, 감염체, 공폭탄외계체, 원식 외계체
- 미션 4: 아가리, 플라잉 넥스트, 넥스트UFO, 거대운석
- 미션 5: 뚱보게, 회전빔외계체, 거대아가리

## 같이 보기
- 메탈슬러그 (비디오 게임)
- 메탈슬러그 2
- 메탈슬러그 3
- 메탈슬러그 4
- 메탈슬러그 5
- 메탈슬러그 7
- 메탈슬러그 8